# Berle (Fluss)
Die Berle ist ein kleiner Fluss in Frankreich, der im Département Marne in der Region Grand Est verläuft. Sie entspringt im Ortsgebiet von Bergères-lès-Vertus, entwässert generell in nordöstlicher Richtung und mündet nach rund 16 Kilometern im Gemeindegebiet von Pocancy als linker Nebenfluss in die Somme-Soude.

## Orte am Fluss
(Reihenfolge in Fließrichtung)
- Bergères-lès-Vertus
- Voipreux, Gemeinde Blancs-Coteaux
- Chevigny, Gemeinde Villeneuve-Renneville-Chevigny
- Villeneuve, Gemeinde Villeneuve-Renneville-Chevigny
- Vouzy
- Rouffy
- Saint-Mard-lès-Rouffy
- Pocancy